# Francis und Lottie Brunn
Francis und Lottie Brunn waren ein international gefeierter Jongleur-Akt, bestehend aus den Geschwistern Franz Josef Brunn (* 15. November 1922 in Aschaffenburg; † 28. Mai 2004 in Frankfurt am Main) und Lieselotte (Lottie) Brunn (* 12. Oktober 1925 in Aschaffenburg, † 5. August 2008).
Ernest Montego, ein ebenfalls international bekannter Jongleur, war der Halbbruder der beiden Geschwister.

## Leben und Karriere
Ihre Eltern waren Michael Alois Brunn (1898–1980), ein gelernter Klavierbauer, der später als Gastwirt tätig, sowie dreimal deutscher Meister im Wasserspringen, Kunstspringen und 10-Meter-Turmspringen war, und Paula Josefine Schobert (1902–1989).
Bereits als Junge schulte Franz Josef (Franzl) Brunn sein Ballgefühl beim Fußballspielen, 1936 wurde er Mitglied der Olympia-Nachwuchsmannschaft im Wasserspringen. Nach einem Besuch der Schau Menschen, Tiere, Sensationen in der Berliner Deutschlandhalle im Jahr 1936 beschloss er, Artist zu werden. Er besuchte eine Artistenschule und trat 1939 erstmals öffentlich auf. Mit dem Vater als Manager und einem Auftritt im Berliner Varieté Plaza bei einer Gala anlässlich des 75. Geburtstags von Paul Lincke begann 1941 die Karriere der beiden Geschwister, die sie nach Ende des Zweiten Weltkrieges auch in die USA führte und ihnen Gastspiele in aller Welt bescherte. Lottie Brunn assistierte ihrem Bruder zunächst nur, entwickelte aber bald solches Geschick beim Jonglieren, dass sie sich schließlich den Ruf als „schnellste Jongleuse der Welt“ erwarb. Francis Brunn, der neben dem Jonglieren mit zehn Elementen gleichzeitig auch für seine spektakulären Tricks mit einem einzigen Ball, den er mit virtuoser Körperbeherrschung unter anderem über den gesamten Körper wandern ließ, bekannt war, inkorporierte später auch Tanzelemente des spanischen Flamencos in seine Auftritte. Ihren letzten gemeinsamen Auftritt hatten die Geschwister 1951 in Los Angeles. Beide setzen ihre Karriere danach als äußerst erfolgreiche Solo-Künstler fort.
Lottie Brunn heiratete 1951 Theodore (Ted) Chirrick, ihr Sohn Michael Chirrick trat 1970 in ihre Fußstapfen und wurde ebenfalls Jongleur. Francis Brunn lernte 1957 in Buenos Aires Alexandra (Sasha) Malomusch kennen, sie heirateten und Sasha wurde seine neue Assistentin. 1961 wurde Tochter Christina geboren. 1970 zeigten sich bei Brunn nach einem Bühnenunfall im Pariser Lido, bei dem er sich eine Hüftverletzung zuzog, erste gesundheitliche Probleme; Ellenbogen-, Handgelenks-, Knie- und Hüftoperationen folgten. 1973 kam Sohn Raphael zur Welt. Seit 1988 gastierte Francis Brunn wieder in Deutschland. Im Tigerpalast in Frankfurt am Main feierte er 1989 sein 50-jähriges Bühnenjubiläum. 1994 beendete er seine Karriere als Jongleur. Den Gründern des Tigerpalastes, Margareta Dillinger, Johnny Klinke und Matthias Beltz († 2002), blieb er bis zu seinem Lebensende eng verbunden. Am 28. Mai 2004 starb Francis Brunn infolge von Komplikationen nach einer Herzoperation. Die Gedenkfeier fand am 31. Mai 2004 im Tigerpalast statt, die Trauerrede hielt Johnny Klinke. Beigesetzt wurde er am 5. Juni 2004 im George Washington Memorial Park in Paramus, New Jersey, wo sich auch die Grabstätte der Eltern befindet.

## Weitere Karrierestationen
- 1942: Wintergarten, Berlin, Amsterdam, mit Willi Schäffers im Kabarett der Komiker, Berlin, Krystall-Palast, Leipzig
- 1943: Deutsches Theater München, Auftritt mit Charlie Rivel im Ronacher, Wien, Circus Schumann, Kopenhagen
- 1944: Auftritte in Barcelona, Prag, Helsinki und Oslo, Aufenthalte in Stockholm, Göteborg und Malmö
- 1945: Gastspiel in Paris
- 1946: New York (Dreijahresvertrag)
- 1948: Auftritte im Madison Square Garden, New York und in Boston
- 1949–1951: Tournee mit Ringling Brothers Barnum & Bailey Circus in den USA, Auftritt in der Ed Sullivan Show
- 1952: Beginn der Solokarriere von Francis Brunn in Las Vegas
- 1954: Canada, Perry Como Show, Waldorf Astoria, New York
- 1956: Gran Teatro Buenos Aires, Show mit Harry Belafonte
- 1957: Lottie Brunn arbeitet als erste und bislang einzige Jongleuse in Ringlings Mittelmanege
- 1958: Las Vegas, Shows mit Frank Sinatra, Sammy Davis jr. und Jerry Lewis
- 1959: Australien, Melbourne und Sydney mit Danny Kaye, Eisenhowers Birthday Ball im White House, Washington. Mit Ernest Montego in der Hauptrolle feiert im Friedrichstadtpalast Berlin (Ost) die Rastelli-Revue Ein Ball rollt durch die Welt Premiere
- 1962: Galas an der Ostküste der USA, Auftritt in der Bob Hope Show
- 1963: Auftritt im The Prince of Wales Theatre, London in Anwesenheit von Königin Elisabeth II. und The Queen Mother am 4. November u. a. mit Marlene Dietrich und den Beatles
- 1969: Auftritt u. a. mit Siegfried und Roy im Lido, Paris
- ab 1970: verschiedene Auftritte in deutschen und europäischen TV-Shows und in Amerika

## Dokumentarfilm
- 2003: Der Tanz des Sisyphos – Regie: Bert Schmidt[7]